# Valsaviore (comune)
Valsaviore era il nome di un comune italiano della provincia di Brescia, esistito dal 1927 al 1954.

## Storia
Il comune di Valsaviore fu creato nel 1927 dalla fusione dei comuni di Cevo e Saviore.
Venne soppresso nel 1954, e al suo posto furono ricostituiti i comuni preesistenti.